# São Tiago
São Tiago este un oraș în Minas Gerais (MG), Brazilia.